# 5,45 × 39 mm
Die Patrone 5,45 × 39 mm, auch als Modell M 74 bezeichnet, wurde eigens für das Sturmgewehr AK-74 entwickelt, nicht zuletzt unter dem Eindruck des US-amerikanischen Einsatzes der Patrone 5,56 × 45 mm NATO im Vietnamkrieg. Die 5,45 × 39 mm folgte dem internationalen Trend zu kleineren Kalibern bei Schützenwaffen.

## Entwicklung

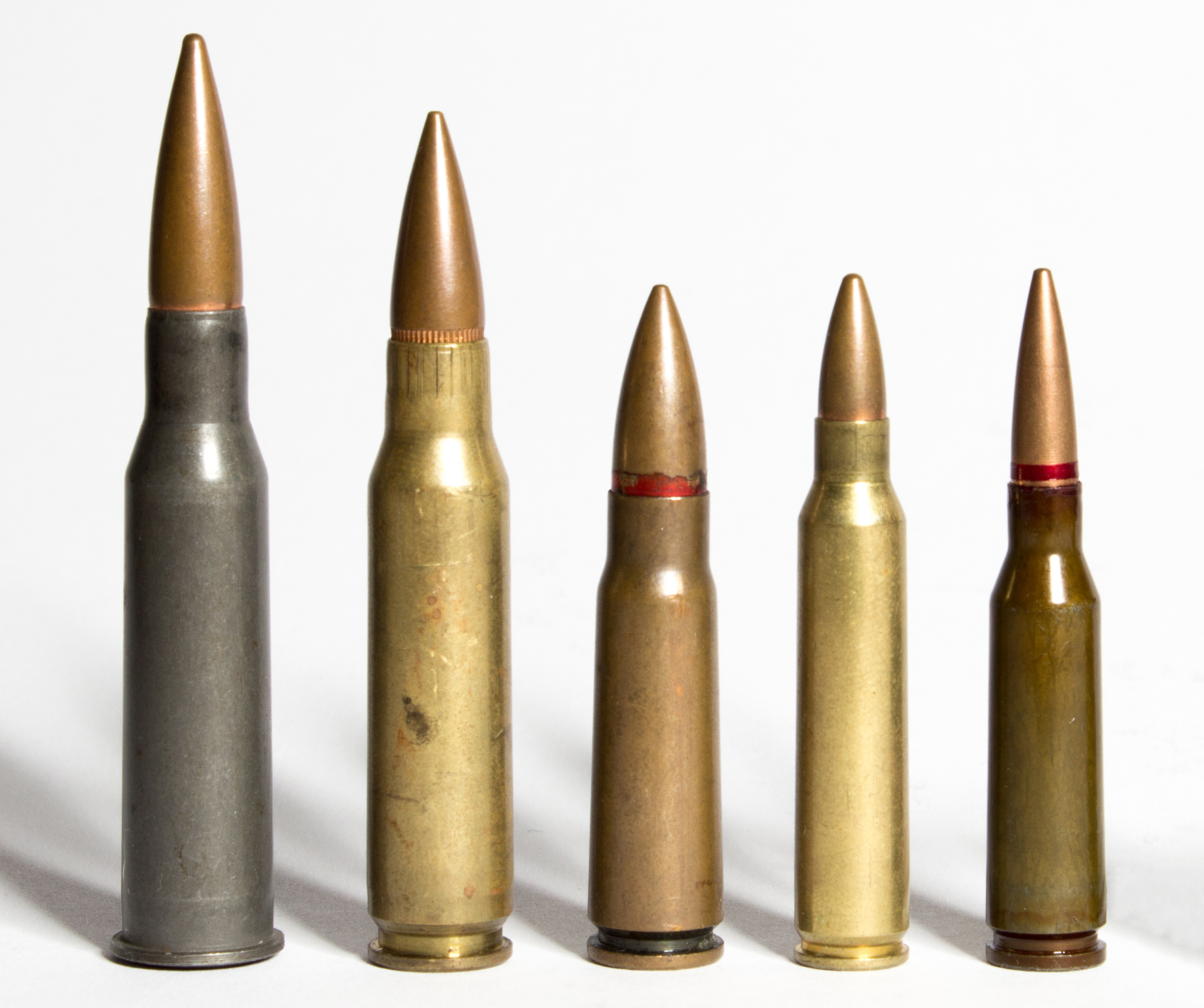
Von links nach rechts: 7,62 × 54 mm R, 7,62 × 51 mm NATO, 7,62 × 39 mm, 5,56 × 45 mm NATO und 5,45 × 39 mm

Die Munition ist aus der Patrone 7,62 × 39 mm hervorgegangen. Die Vorteile eines gegenüber dem früheren Standardkaliber 7,62 × 39 mm kleineren Kalibers liegen in der höheren Rasanz (gestreckten Flugbahn), im geringeren Rückstoß, was die Zielgenauigkeit bei Dauerfeuer erhöht, im geringeren Gewicht der Waffe und der Patrone, wodurch ein Schütze mehr Patronen mitführen kann.

## Technik
Das Geschoss besitzt eine ummantelte Hohlspitze, gefolgt von einer Einlage aus Weichblei, an die sich ein von einer dünnen Bleischicht umfasster Stahlkern (Ø 4,18 mm × 15 mm) anschließt. Das Geschoss verlässt den Lauf einer standardmäßigen AK-74 rechnerisch mit fast 4600 Umdrehungen pro Sekunde. Diese schnelle Rotation bewirkt zusammen mit der leichten Spitze und dem Luftwiderstand eine sichere Stabilisierung des Geschosses (ähnlich einem auf der Spitze stehenden Kreisel), wogegen es bei der 5,56 × 45 mm NATO bei ungünstigen Laborierungen oder in kalter Luft hin und wieder zum Taumeln der Geschosse kam. Es gibt jedoch Berichte, wonach die Geschosse der 5,45 × 39 mm bereits durch Berührungen mit Laub, Zweigen oder anderen kleinen Hindernissen destabilisiert werden, was die Trefferlage dann unvorhersehbar macht.

Teilschnitt Patrone M 74
A: Mantel, B: Stahlkern, C: Hohlspitze, D: Bleieinlage, E: Treibladung

Anders als z. B. bei der 5,56 × 45 mm Nato deformiert bzw. fragmentiert das Geschoss beim Eindringen in ein weiches Ziel nicht zuverlässig. Eher neigt das Geschoss dazu, im Ziel zu taumeln, was durch die hohle Spitze begünstigt wird. Die Wundwirkung ist geringer als bei vergleichbarer fragmentierender Munition, da die permanente Wundhöhle kleiner ist.

## Nutzer
Die Patrone 5,45 × 39 mm wird fast ausschließlich für den militärischen Bedarf früherer Mitgliedsstaaten des Warschauer Pakts hergestellt oder für Staaten, die mit diesen kooperierten. Nur wenige Hersteller vermarkten diese Patrone (ohne Stahlkern) für zivile Zwecke, im Gegensatz zur 5,56 × 45 mm NATO, die als .223 Remington in zahlreichen Match- und Jagdlaborierungen angeboten wird. In Deutschland kommt hinzu, dass der Besitz von Hartkernmunition laut Waffengesetz (Anlage 2, Abschnitt 1, Punkt 5, Unterpunkt 4) verboten ist.

## Munitionsarten
Neben der Variante mit Hartkern gibt es eine Leuchtspurpatrone mit Bleikern und Leuchtspursatz, eine Platzpatrone, Übungsmunition mit Plastgeschoss und eine Exerzierpatrone.

Normalerweise werden für die Munition Stahlhülsen verwendet, die mit einem braun/olivgrünen Lack überzogen werden. Die Leuchtspurmunition hat einen farbigen Ring an der Geschoss-Spitze.

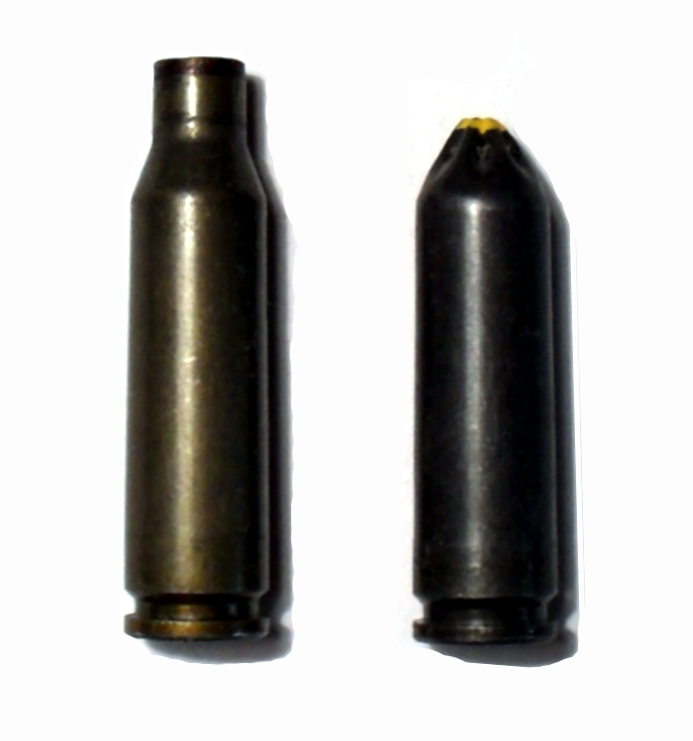
Platzpatrone MPU-3 (rechts)
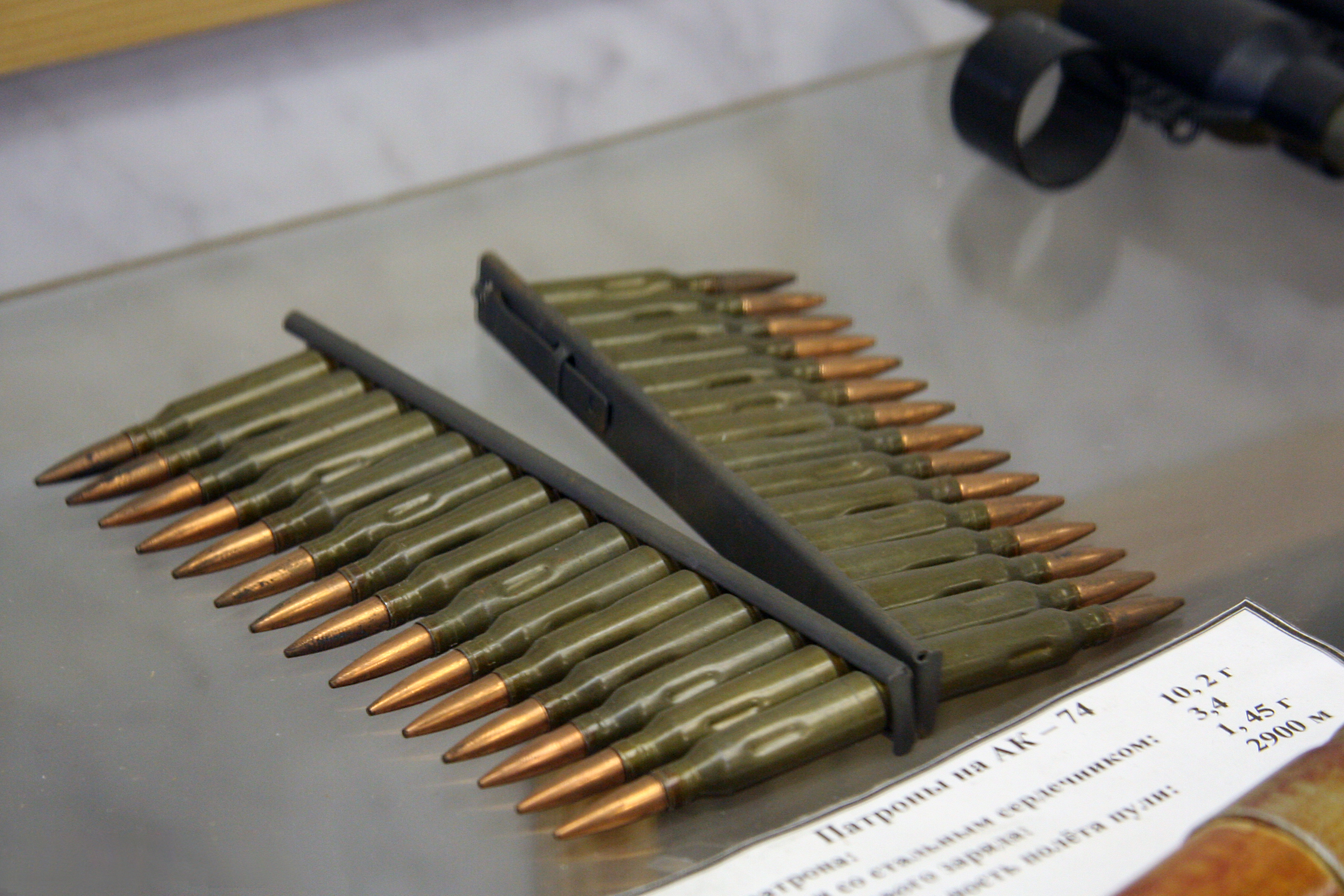
Exerzierpatronen
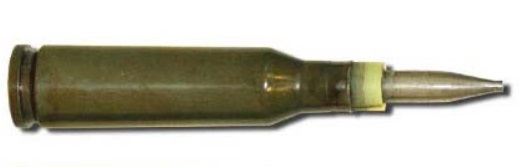
Das amphibische Sturmgewehr ADS verschießt neben der Standardpatrone auch die Unterwasserpatrone 5,45 × 39 mm PSP

## Verwandte Entwicklungen
Im gleichen Kaliber wurde die Pistolenpatrone 5,45 × 18 mm entwickelt, für die unter anderem die kompakte PSM-Pistole konstruiert wurde. Das Geschoss der 5,45 × 18 mm besitzt ebenfalls einen Stahlkern, der Schutzwesten durchschlagen kann. Auch diese Munition ist in Deutschland laut Waffengesetz verboten.